# DJ TASAKA
DJ TASAKA（ディージェイ・タサカ、1974年 - ）は、日本のミュージシャン、DJ。東京都出身。

## 概要
中学生の頃、ヒップホップに出会い、ターンテーブルとミキサーを手に入れる。18歳の時にヒップホップのクラブDJとして本格的に活動をスタート。その後、DJ FOODのようなオールジャンルミックスDJを経て、同時期にダンスミュージックとしてのテクノに多大な衝撃を受け、一気にテクノへと傾倒。
レコード・ショップの店員を務めていた頃、石野卓球との出会いをきっかけに、1997年、同氏が主催するクラブイベント「LOOPA」のレギュラーDJに抜擢される。その後、石野卓球及び電気グルーヴとの関わりを深めていき、2000年にリリースされた電気グルーヴのアルバム『VOXXX』の制作、及び同ライブツアーへも参加する。
2001年、自身初のDJ MIX CD『LOOPA MIX mixed by DJ TASAKA』をリリース。また、ドイツのテクノイベント「MAYDAY」に出演を果たす。2002年にはファーストミニアルバム『PASSPORT FOR DISCO』をリリース。またヒップホップユニットのアルファのメジャーデビュー曲「エクスタシー温泉」に参加。その他、数々のリミックスワークや、お笑い芸人三瓶のプロデュースを手掛けるなど活動の幅を広げていく。
2005年には、初のフルアルバム『GO DJ』をリリース。本人の提案で、南青山のクラブ、MANIAC LOVEでリアルタイムでDJミックスで収録され、観客の歓声あり、伝家の宝刀スクラッチありの、ライヴ感溢れる新しいスタイルのMIX CDに仕上げている。その他、同年は上戸彩の「あふれそうな愛、抱いて」のリミックス（UETOAYAMIX）を手掛け、2006年にはORANGE RANGEの「花」をAGERO名義でリミックス提供している。（リミックスアルバム『Squeezed』収録）。
盟友KAGAMIとのユニットDisco Twinsとしても精力的に活動を行い、2003年には、ユニットとして初となるDJ MIX CD『DISCO TWINS MEGA MIX MIXED BY DJ TASAKA★KAGAMI』をリリース。2006年には、吉川晃司、セイジ（ギターウルフ）、宇多丸（RHYMESTER）、オオヤユウスケ（Polaris）などをフィーチャーした、初のオリジナルアルバム『TWINS DISCO』をリリースする。また、同アルバムでフィーチャリングした吉川晃司とともに結成したユニット「DISCO K2 TWINS」名義でマキシシングル「JUICY JUNGLE」をリリースし、吉川晃司の日本武道館公演にも出演し話題を呼ぶ。
2009年にリリースされた、セカンドフルアルバム『Soul Clap』は、前作までのアッパーでFJユースな作風から、リスニングにも対応したミニマルテクノが収録され、トラックメイカーとしてのモードがより反映されている。
電気グルーヴの石野卓球が主催する、国内最大級の屋内レイブ「WIRE」には2000年から、「RISING SUN ROCK FESTIVAL」には2001年から2012年まで連続出演を果たしている。
2015年7月、自身で立ち上げたレーベル、「UpRight Rec.」からCDアルバム『UpRight』をリリース。
2016年7月より上演されたケラリーノ・サンドロヴィッチによる舞台『ヒトラー、最後の20000年～ほとんど、何もない～』（キューブ、作・演出）の劇伴音楽を手掛けた。
2016年10月、町工場の環境音と音楽をミックスするプロジェクト「INDUSTRIAL JP」に楽曲を提供。
2016年12月20日の「YouTube FanFest Japan」のピコ太郎によるショーの楽曲リミックスをつとめた。
2017年、電気グルーヴのベストアルバム『DENKI GROOVE DECADE 2008〜2017』のダイジェストミックスを担当。
2018年、JUZU a.k.a MOOCHYとのユニット「HIGHTIME Inc.」のアルバム『Alchemist Now!』をリリース。
2019年、電気グルーヴのアルバム『30』のダイジェストミックスを担当。
2020年、アルバム『Goodie Bag』をリリース。
2021年、アルバム『KICK ON』をリリース。

## ディスコグラフィ

### アルバム
- PASSPORT FOR DISCO（2002年）
  1. DISCO IMMIGRATION
  2. STREET STARS BREAKIN’
  3. STAY FUNKY
  4. GANZ GANGRO IS DEAD
  5. LOOPA TROOPER
  6. YOU LIKE THAT?
- GO DJ（2005年）
  1. Intro
  2. Let me
  3. Speaker Typhoon
  4. the Discjockey
  5. Bass For Your Face
  6. Acid Action
  7. Nightmare Of Disco
  8. On The Spot
  9. Southern Tribal Stars
  10. Hanabi
  11. Jack You All
  12. Hikiwari
  13. Get down To My Loop
  14. Mic Robo
  15. Rockin’ Onna
  16. Miss Controller
  17. Baby Dub
  18. Time To Roll
  19. Seed
- SOUL CLAP（2009年）
  1. Day For Night
  2. You Are Welcome
  3. Wood
  4. Waterside
  5. Wayback
  6. Purple People
  7. Like A Rolling Stoner
  8. Count To Go
  9. Glocal Soul
  10. Baiu
  11. Heart Shaped One
  12. Opener
- UpRight（2015年）
  1. INTRO -Let’ s Keep Our Head Up-
  2. BLEND iz beautiful feat.MC JOE
  3. Smash Em
  4. Edge of Panic feat. Kinue
  5. UnderGuard
  6. Out in the Park
  7. Free Those Freaks
  8. Mitakueoyashin feat. SoRA
  9. C Side Wins
  10. Counter Side feat. Kinue
  11. No!No!No!
  12. Attendance
- Goodie Bag（2020年）
  1. Pirate Parade
  2. Soleado
  3. Enchilada
  4. Side to Side
  5. Rowers
  6. Agua con gas
  7. A Bear Dances
  8. Around the Corner
  9. Hypnotize
  10. Hakkoutai
  11. DISKORAVE
  12. Oriental Funk
  13. Bass of Hope

- KICK ON（2021年）
  1. Souvenir
  2. '88 RADIO
  3. Aaahh
  4. WooAhh
  5. Bring the Plate
  6. HIGHNAMA
  7. Oh Dear
  8. Whoop
  9. Touch It
  10. Rulers of the Generation
  11. Open the Gate

### シングル・コンピレーション
- GANZ GANGRO （2000年）：WIRE00コンピレーション　CD・アナログ盤に収録
- YOU LIKE THAT? （2001年）：WIRE01コンピレーション・アナログ盤LOOPA TROOPER・PASSPORT FOR DISCOに収録
- LOOPA TROOPER （2001年）：・アナログ盤LOOPA TROOPER・PASSPORT FOR DISCOに収録
- MOLE‘S ROCK （2002年）：WIRE02コンピレーション　CD・アナログ盤に収録
- cadenza （2002年）：アナログ盤Mix of Colors EPに収録
- chim chill bang （2002年）：アナログ盤Mix of Colors EPに収録
- tiny funk （2002年）：アナログ盤Mix of Colors EPに収録
- Ladies v.s. Gentlemen （2003年）：WIRE03コンピレーション　CD・アナログ盤に収録
- ON & ON （2004年）：WIRE04コンピレーション　CD・アナログ盤に収録
- MISS CONTROLLER(WIRE MIX) （2005年）：WIRE05コンピレーションCDに収録
- Glocal Soul(yokohama cicada mix) （2009年）：WIRE09コンピレーションCDに収録
- Gratitude （2010年）：WIRE10コンピレーションCDに収録
- GOTWATUNEED （2012年）：WIRE12コンピレーションCDに収録
- YOBIKARI：TASAKA名義で独のMOENSTERBOXコンピレーションアナログ盤/デジタル配信に収録
- Chain Your Keys （2013年）：BASS WORKS RECORDINGS
- Makossa Coffee （2013年）：BASS WORKS RECORDINGS
- 5ive Deals （2013年）：BASS WORKS RECORDINGS
- Don't Holdback （2013年）：BASS WORKS RECORDINGS
- KOMATSU BANE（小松ばね工業）(2016):INDUSTRIAL JP

### DJ-MIX
- LOOPA MIX mixed by DJ TASAKA（2001年）
- catalog presents『MORE! MULLER MORE!』（2001年）
- DJ TASAKA presents Mix of Colors（2002年）
- BIGFOOT 1 DJ TASAKA DJ Mix（2014年） <BASS WORKS RECORDINGSコンピレーション「BIGFOOT」音楽配信サイトBeatport購入特典>

### リミックス・コラボレーション
- TA-1 & DJ TASAKA / The Day We Are Both Wainting For （1998年）
- TA-1 & DJ TASAKA / Sounds df the City （1998年）
- Lexy・AUTOTUNE / SHIBUYA LOVE <DJ TASAKA Remix> （2001年）
- 電気グルーヴ / エジソン電 <DJ TASAKA's teyuka akogare mix edit> （2001年）
- overrocket / WEATHER FORECAST rain hat mix <remixed by DJ TASAKA> （2001年）
- overrocket / cheap punks need no text mix <remixed by DJ TASAKA> （2001年）
- 三瓶 / SANPEI DAYS （2002年）
- BOOM BOOM SATELLITES / BLINK <DJ TASAKA Remix> （2002年）
- DJ TASAKA / LOOPA TROOPER <SUPER SUPER Lexy・AUTOTUNE Remix> （2002年）
- KIYOTAKA / TimeⅡTime-Instrumental- <DJ TASAKA Remix> （2003年）
- PUFFY / 愛のしるし(北京語ヴァージョン) <DJ TASAKA Remix> （2003年）
- NIRGILIS / KING <DJ TASAKA Remix> （2004年）
- JUN / UNITED RYTHME <DJ TASAKA Remix> （2004年）
- HALCALI / OBOROGE COPY VIEW （2004年）
- 上戸　彩 / あふれそうな愛、抱いて <DJ TASAKA Remix> （2005年）
- TAICHI MASTER / WEEKEND SUPERSTAR feat.TWINKLE（洛陽船） additional production by DJ TASAKA （2005年）
- AYASHIGE / HIGH-ENERGY <DJ TASAKA Remix> （2005年）
- オレンジレンジ / 花 <AGERO Remix> （2006年）
- POLYSICS / I My Me Mine<DJ TASAKA REMIX>（2006年）
- 少年カミカゼ / グッドナイト Xchng DJ TASAKA （2007年）
- The Arrows / マストピープル <DJ TASAKA Remix> （2007年）
- Shin Nishimura / Fukafunkacid <DJ TASAKA Remix> （2008年）
- オレンジレンジ / 世界ワールドウチナーンチュ紀行 <DJ TASAKA REMIX> （2008年）
- Prague / バタフライ <DJ TASAKA Remix> （2010年）
- TAZAKA・NICONE / Omikoshi  （2010年）：TAZAKA名義によるNICONEとのコラボレート
- TAZAKA・NICONE / Tokio Night Club （2010年）：TAZAKA名義によるNICONEとのコラボレート
- TAZAKA・NICONE / Tokio Night Club <Philip Bader Remix> （2010年）：TAZAKA名義によるNICONEとのコラボレート
- TAZAKA・NICONE / Anomachi （2011年）：TAZAKA名義によるNICONEとのコラボレート
- TAZAKA・NICONE / Nanmonai feat. Kaori （2011年）：TAZAKA名義によるNICONEとのコラボレート
- TAZAKA・NICONE / Nanmonai feat. Kaori <Philip Bader Remix> （2011年）：TAZAKA名義によるNICONEとのコラボレート
- Language / Cosmostate <DJ TASAKA Remix> （2011年）
- MASAmatix from AUDIO ACTIVE / In Your Eyes <DJ TASAKA Remix> （2011年）
- OMB / Expected <DJ TASAKA Remix> （2013年）
- DJ TASAKA / Don't Holdback <Sugiurumn Remix> （2013年）
- DJ TASAKA / 5ive Deals <Satoshi Fumi Remix> （2013年）
- Foog / Optical Isomer <DJ TASAKA Remix> （2013年）
- Z-MACHINES&DJ TASAKA / POST PEOPLE, POST PARTY(2013年）
- DAMEGE / 13 REASONS WHY I LOVE YOU <DJ TASAKA Remix>(2015年）
- DJ Shufflemaster & Chester Beatty Feat. DJ Funk - Our House Music (2016年)
- MCU /Body Blow (2016年) ：いとうせいこうトリビュートアルバム「再建設的」収録。TAICHI MASTERプロデュース曲にスクラッチで参加[15]。
- DJ TASAKA/Up Right remixies  remixed by Nicone,Sugiurumn, DSKE,DJ REIJI
- the alles/ KAT AND OFF <DJ TASAKA Remix> (2020年）

### DISCO TWINS名義
楽曲
- DRIFTER RIDDIM （2005年）：アナログ盤DISCO TWINS EPに収録
- DISCO CITY CONNECTION （2005年）：アナログ盤DISCO TWINS EPに収録
- Adabana feat. Kaori(Wire Mix) （2006年）：WIRE06コンピレーションCDに収録
- Juicy Jungle feat. 吉川晃司 （2006年）：TWINS DISCOに収録
- スーパーゾッキー2300 feat.セイジ(GUITAR WOLF) （2006年）：TWINS DISCOに収録
- ADABANA feat. KAORI （2006年）：TWINS DISCOに収録
- Thunder Storm feat. 吉川晃司 （2006年）：TWINS DISCOに収録
- ∞あわせKAGAMIの現実∞ （2006年）：TWINS DISCOに収録
- Bite Me Dracula feat. KAORI （2006年）：TWINS DISCOに収録
- DISCO TWINS' INFERNO feat.宇多丸（RHYMESTER） （2006年）：TWINS DISCOに収録
- SUNSET / SUNRISE feat. オオヤユウスケ（Polaris/ohana） （2006年）：TWINS DISCOに収録
- Down To Earth feat. KAORI （2007年）：WIRE07コンピレーションCDに収録
- B-Day （2008年）：WIRE08コンピレーションCDに収録

DJ-MIX CD
- DISCO TWINS MEGA MIX MIXED BY DJ TASAKA★KAGAMI （2003年）

アルバム
- DISCO TWINS - TWINS DISCO （2006年）

リミックス
- RYUKYU DISCO/RYUKYU DENBU <DISCO TWINS MO ASHIBI RECHAMPLOO> （2005年）：アナログ盤

### アルファ＆DJ TASAKA名義
- エクスタシー温泉（2002年）

アルバム
- ホットカプセル（2006年）

1. モンキーダンス
2. エクスタシー温泉2006
3. グッドモーニング
4. わがまま飯店
5. 招かれざる客
6. ムリだなTOKYO
7. 南海エアロプレーン
8. ミカサスカサ
9. ほえろ！妥協しません隊モテレンジャー
10. バディバディムービン

### LEFT ASS CHEEKS名義
アルバム
- Left Ass Cheeks (2016年） - MC AKURYOとのコラボレーション。Soundcloud,BandcampなどでのフリーDL配信。
  1. Cheek To Cheek
  2. L.E.F.T.
  3. 嘘ばっかで慇懃無礼
  4. Working Class Dance Music
  5. LEFT ASS RADIO
  6. Trash Talk
  7. 耐熱ビーツ
  8. 1YEN NATION
  9. Gumizaka Death Road
  10. TYO Calling
  11. Midfield